# McKaskle Hills
McKaskle Hills är en kulle i Antarktis. Den ligger i Östantarktis. Australien gör anspråk på området. Toppen på McKaskle Hills är 31 meter över havet.
Terrängen runt McKaskle Hills är platt åt nordväst, men åt sydost är den kuperad. Trakten är obefolkad. Det finns inga samhällen i närheten.